# Scott Eatherton
Scott Eatherton (* 26. Dezember 1991 in Hershey, Pennsylvania) ist ein US-amerikanischer Basketballspieler.

## Karriere
Eatherton wurde in Hershey geboren, der Heimatstadt des Eishockey-Teams Hershey Bears. Er spielte ursprünglich Eishockey, begann dann aber auf der High School, Basketball zu spielen. In seinem letzten High-School-Jahr führte er seine Mannschaft zum Gewinn der Mid-Penn Conference. Er wechselte anschließend auf die Saint Francis University, wo er in seiner ersten Spielzeit als Freshman in 28 von 30 Partien spielte. Im folgenden Sophomore-Jahr avancierte er zum führenden Rebounder und zweitbesten Scorer seines Teams. Er wurde für sein verbessertes Spiel zum Most Improved Player der Northeast Conference gekürt. Nachdem die Red Flashs am Ende der Saison ihren Trainer feuerten, wechselte er an die Northeastern University in die Colonial Athletic Association (CAA). Aufgrund der NCAA-Regularien musste er deshalb für eine Spielzeit aussetzen und durfte nicht am Spielbetrieb teilnehmen. In seiner ersten Saison für die Huskies wurde er der beste Scorer und Rebounder seiner Mannschaft und erzielte die meisten Double-doubles des gesamten Landes. Auch seine letzte College-Saison als Senior beendete er erfolgreich und wurde ins First Team All-CAA und CAA All-Defensive Team berufen.
Nachdem er im NBA-Draft 2015 unberücksichtigt geblieben war, begann er seine professionelle Karriere in Europa beim italienischen Zweitligisten Fortitudo Agrigento. Anschließend wechselte er zur BG Göttingen in die Basketball-Bundesliga. Bei den Veilchen war Eatherton als bester Rebounder (7,1 pro Spiel) und Spieler mit dem zweithöchsten Effektivitätswert (15,1 pro Spiel) Leistungsträger. Zur Saison 2017/18 unterschrieb er einen Einjahresvertrag beim Ligakonkurrenten Basketball Löwen Braunschweig. In Braunschweig konnte sich Eatherton erneut steigern und wurde für das BBL All-Star Game nominiert. Im März 2018 gab der Verein die vorzeitige Vertragsverlängerung mit dem Center bekannt. In der Saison 2018/19 war der US-Amerikaner mit einem Durchschnitt von 17,8 Punkten je Begegnung zweitbester Korbschütze der Braunschweiger Mannschaft, zudem kam er auf 9,4 Rebounds pro Spiel. Nach drei Jahren in Braunschweig wechselte er zu BAXI Manresa in die spanische Liga ACB.
Im Juni 2021 gab die japanische Mannschaft Nagoya Diamond Dolphins seine Verpflichtung bekannt.